# 't Harde (Blaricum)
't Harde is een natuurgebied van het Goois Natuurreservaat aan de noordzijde van Blaricum.
't Harde en Groeve Oostermeent zijn samen bijna 33 hectare groot. Het natuurgebied wordt in grote lijnen begrensd door Meentzoom, Bergweg, fietspad richting Randweg en Blaricummerweg. 't Harde werd in 2008 door de gemeente overgedragen aan het Goois Natuurreservaat onder de voorwaarden dat het gebruik als overloop naar het natuurgebied in stand wordt gehouden. Tevens dient het beschikbaar te blijven voor het uitlaten van honden en voor festiviteiten. Zo worden op het Ziekenweitje aan de Meentzoom paardenevenementen gehouden.
Ten behoeve van zandwinning werd tussen Blaricum en Huizen het deel ten noorden van 't Harde en de Warandebergen afgegraven tot vlak boven het grondwaterpeil.
Het gebied ten noorden van de dorpskom waterde vroeger gedeeltelijk af op de Gooiersgracht, maar ook op het beekje de Viersloot. Deze Vieren Sloot ontsprong in 't Harde en was het enige natuurlijke beekje in Gooiland dat in de Zuiderzee uitmondde.